# 20 cm leichter Ladungswerfer
20 cm leichter Ladungswerfer (20 cm leLdgW) — немецкий миномёт штокового типа Второй мировой войны, используемый главным образом для разрушения фортификационных сооружений или ДОТов. Он использовал три типа боеприпасов: 21-килограммовую фугасную мину калибра 200-мм, дымовую мину Wurmgranate 40 Nb и специализированный снаряд Harpunengeschoss — тяжёлый «гарпун» с длинной верёвкой, используемой для создания прохода на минном поле или для удаления колючей проволоки. Миномёт был основан на осмыслении опыта «окопной войны» характерной для западного фронта времен Первой Мировой войны. 
В миномёте такой конструкции надкалиберная мина надевалась на ствол миномёта и метательный заряд располагался в верхней части патрубка мины и воспламенялся, когда снаряд проскальзывал достаточно далеко вниз по втулке, чтобы замкнуть цепь. Всего было выпущено 158 миномётов. 
Начиная с 1942 года оружие постепенно выводилось из эксплуатации, но до окончания войны оно оставалось в снаряжении армейских подразделений.